# Blood and Fire (Star Trek: The Next Generation)
"Blood and Fire" é um episódio escrito por David Gerrold para possível uso em Star Trek: The Next Generation. O roteiro foi pedido e escrito, mas nunca filmado. De acordo com Gerrold, alguns membros da produção, incluindo Rick Berman, tiveram uma reação negativa sobre sua apresentação positiva de um casal abertamente homossexual. Herbert Wright reescreveu o roteiro sobre o nome de "Blood and Fire", o qual também não foi produzido.
Foi eventualmente adaptado por Gerrold num romance  e depois filmado como um episódio da fã série Star Trek: New Voyages.

## Sinopse

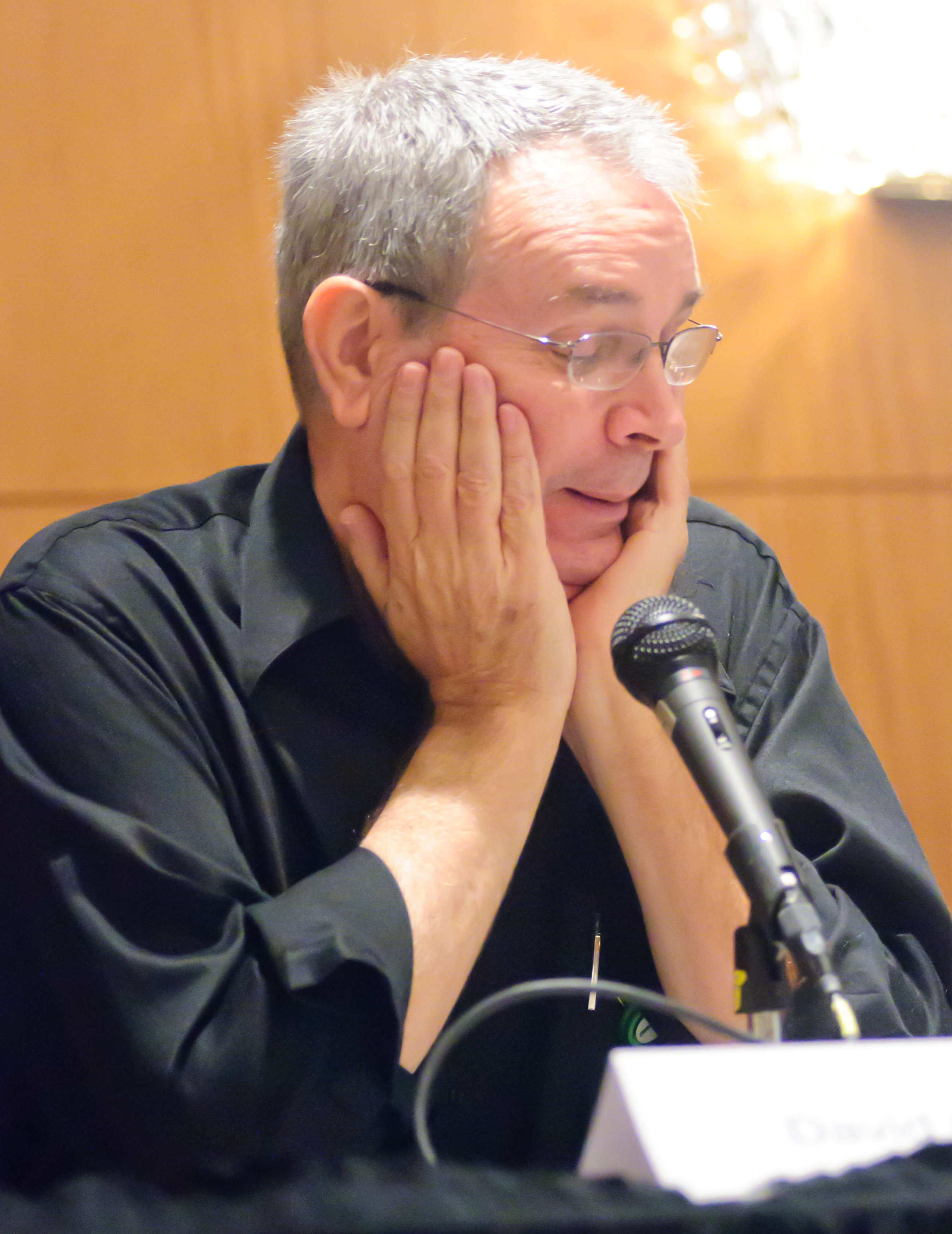
David Gerrold, roteirista do episódio.

No roteiro original, a tripulação da Enterprise-D foi até uma nave abandonada onde toda a tripulação havia sido morta por Regulan bloodworms. Já que essas criaturas são extremamente perigosas e podem matar em até horas, quaisquer naves ou estações espaciais na área que estejam infestadas por bloodworms devem ser esterilizadas e/ou destruídas, por ordens da Frota Estelar. O conceito de Regulan bloodworms, mencionado num diálogo no Star Trek original (mas nunca explicado até este episódio), tinha o objetivo se servir como metáfora para o medo do público sobre a AIDS. Gerrold disse que também queria que este episódio falasse do medo público de doar sangue, e queria que incluísse um Intertítulo encorajando os telespectadores a doarem sangue via Cruz Vermelha .

## Legado
Este episódio foi notado por sua inclusão de dois tripulantes abertamente homossexuais, que teria sido uma novidade na história de Star Trek. Anos depois, uma alegoria sobre a AIDS foi incluída no episódio "Stigma" de Star Trek: Enterprise.

## Filmado como episódio deStar Trek: New Voyages
Com a permissão de Gerrold, Carlos Pedraza reescreveu "Blood and Fire" para a fã série Star Trek: New Voyages. Gerrold fez o rascunho final e também dirigiu o episódio de duas partes num total de 98 minutos.
- Este artigo foi inicialmente traduzido, total ou parcialmente, do artigo da Wikipédia em inglês cujo título é «Blood and Fire (Star Trek: The Next Generation)».